# エスカラプラーノ
エスカラプラーノ（イタリア語: Escalaplano）は、イタリア共和国サルデーニャ自治州南サルデーニャ県にある、人口約2,100人の基礎自治体（コムーネ）。

## 地理

### 位置・広がり

#### 隣接コムーネ
隣接するコムーネは以下の通り。括弧内のNUはヌーオロ県所属を示す。
- バッラーオ
- エステルツィーリ
- ゴーニ
- オッローリ
- ペルダズデフォーグ (NU)
- セウーイ
- ヴィッラプッツ